# Марк Крейгбаум
Марк Крейгбаум (на английски: Mark Kreighbaum) е американски поет и писател на произведения в жанра научна фантастика.

## Биография и творчество
Марк Антъни Крейгбаум е роден на 2 юни 1956 г. в САЩ.
Първият му разказ „Field of Honor“ (Поле на честта) е публикуван през 1992 г. в списание „Midnight Zoo“.
Първият му роман „Палас“ от поредицата „Сектор Пинч“ е издаден през 1996 г. в съавторство с Катрин Кер. В него планетата, известна като Дворецът, е фокусът на сложни интриги в киберпространството и навън. Наемен убиец трябва да ликвидира Арно – син на Майстора на Кибергилдията и Вайда – младо момиче, обучавано за сексуална робиня в Сектора на Насладите.

## Произведения

### Серия „Сектор Пинч“ (The Pinch)
1. Palace (1996) – с Катрин Кер
Палас, изд. „Лира Принт“ (2001), прев. Десислава Брендьорфер
2. The Eyes of God (1998)

### Разкази
- Field of Honor (1992)
- Straw into Gold: Part II (1992) – с Денис Макиернан
- The Hammer of Witches (1994)
- Queen Lyr (1994)
- And by a Word, Immortal (1995)
- Ars Brevis (1995)
- The Force That Through the Green Fuse (1995)
- I Remember Angels (1996)
- Looking into the Heart of Light, the Silence (1996)
- Mirror of Time (1998)
- Teel Rules (1999)